# Balaban-J-Index
Der Balaban-J-Index ist ein nach Alexandru Balaban benannter topologischer Index, der sich dadurch auszeichnet, auch ähnliche Molekülstrukturen unterscheiden zu können. Hierbei wird von einer geringen Neigung zur Degenerierung gesprochen. Der J-Index wird aus der Distanzmatrix der Molekülstruktur bestimmt, wobei Wasserstoffe nicht berücksichtigt werden.

## Gleichung
{\displaystyle J\;=\;{\frac {q}{\mu +1}}\sum _{i,j}^{n}{\frac {1}{\sqrt {s_{i}s_{j}}}}}
mit
q: Anzahl der Bindungen im Molekül
μ: Anzahl der Ringe im Molekül
{\displaystyle \mu \;=\;q-n+1}
mit
n: Anzahl der Atome im Molekül
si und sj: Summe der gewichteten Distanzen zwischen dem Atom i bzw. dem Atom j und allen anderen Atomen des Moleküls. Die Distanz ist dabei die Anzahl der Bindungen zwischen den Atomen. In Fällen mehrerer möglicher Wege (durch Ringe) muss der kürzeste Wege gewählt werden. Einzelbindungen gehen mit dem Faktor 1 ein, Doppelbindungen mit dem Faktor 1/2, Dreifachbindungen mit dem Faktor 1/3 und aromatische Bindungen mit dem Faktor 2/3.
Für die Summe {\displaystyle \textstyle \sum _{i,j}^{n}{\frac {1}{\sqrt {s_{i}s_{j}}}}} werden nur verbundene (benachbarte) Atome berücksichtigt.

## Beispielrechnung
Die Distanzmatrix ist eine Tabelle, die die Anzahl der Bindungen zwischen zwei Atomen des Moleküls verzeichnet:
| Atom | 1 | 2 | 3 | 4 | 5 | 6 | 7 | 8 | Distanzsumme si |
| ---- | - | - | - | - | - | - | - | - | --------------- |
| 1    | 0 | 1 | 2 | 3 | 4 | 5 | 3 | 4 | 22              |
| 2    | 1 | 0 | 1 | 2 | 3 | 4 | 2 | 3 | 16              |
| 3    | 2 | 1 | 0 | 1 | 2 | 3 | 1 | 2 | 12              |
| 4    | 3 | 2 | 1 | 0 | 1 | 2 | 2 | 3 | 14              |
| 5    | 4 | 3 | 2 | 1 | 0 | 1 | 3 | 4 | 18              |
| 6    | 5 | 4 | 3 | 2 | 1 | 0 | 4 | 5 | 24              |
| 7    | 3 | 2 | 1 | 2 | 3 | 4 | 0 | 1 | 16              |
| 8    | 4 | 3 | 2 | 3 | 4 | 5 | 1 | 0 | 22              |

- Anzahl der Bindungen ist q = 7
- Anzahl der Atome ist n = 8
- Anzahl der Ringe ist μ = 0 (=7-8+1)

Die Summe ergibt sich aus {\displaystyle 1/{\sqrt {22\cdot 16}}\;+\;1/{\sqrt {16\cdot 12}}\;+\;1/{\sqrt {12\cdot 14}}\;+\;1/{\sqrt {14\cdot 18}}\;+\;1/{\sqrt {18\cdot 24}}\;+\;1/{\sqrt {24\cdot 16}}\;+\;1/{\sqrt {16\cdot 22}}=0{,}4392}
Damit ergibt sich der Balaban-J-Index für Ethylhexan zu {\displaystyle J\;=\;7\cdot 0{,}4392=3{,}07437} (nicht gerundet)

## Bedeutung
Der J-Index zeichnet sich dadurch aus, dass er eine sehr detaillierte Unterscheidung auch ähnlicher Strukturen erlaubt. Durch diese hohe Fähigkeit zur Unterscheidung kann der J-Index erfolgreich bei quantitativen Struktur-Wirkungs-Beziehungen (QSPR) verwendet werden.